# Christoph Kramer
Christoph Kramer (ur. 19 lutego 1991 w Solingen) – niemiecki piłkarz grający na pozycji pomocnika. Od 2016 do 2024 roku był zawodnikiem Borussii Mönchengladbach.

## Kariera piłkarska
Grę w piłkę zaczął w wieku pięciu lat w BV Gräfrath. Następnie dołączył do akademii Bayeru 04 Leverkusen. W 2006 roku przeniósł się do szkółki Fortuny Düsseldorf. Dwa lata później powrócił do Leverkusen.
7 maja 2010 zadebiutował w drugiej drużynie Bayeru Leverkusen w spotkaniu z Sportfreunde Lotte w 32. kolejce Regionalligi. W kolejnym sezonie zdobył regularne miejsce w zespole i wystąpił w 26 spotkaniach.
Przed sezonem 2011/12 został wypożyczony na dwa lata do VfL Bochum, grającego w 2. Bundeslidze. W barwach Bochum zadebiutował 18 lipca 2011 roku w spotkaniu z Fortuną Düsseldorf. W ciągu dwóch sezonów trafił cztery bramki w 61 występach.
Latem 2013 roku Kramer przedłużył kontrakt z Bayerem Leverkusen do 2017 roku. Ponownie został wysłany na wypożyczenie, tym razem do Borussii Mönchengladbach.

## Sukcesy

### Reprezentacja
- Mistrzostwa Świata 2014: Złoto

## Odznaczenia
- Srebrny Liść Laurowy (2014)[2]